# Noriko Honma
Noriko Honma (jap. 本間文子 Honma Noriko; ur. 29 listopada 1911 w Yūbari na wyspie Hokkaido, zm. 12 kwietnia 2009) – japońska aktorka; wystąpiła, m.in. w 10 filmach Akiry Kurosawy.

## Filmografia
- Rodzina robotnicza (1939) jako żona Ishimury
- Zbłąkany pies (1949) jako kobieta w sklepie z baliami
- Rashōmon (1950) jako medium
- Piętno śmierci (1952) jako gospodyni domowa
- Mateczka (1952) jako Mino Hirai
- Szum fal (1954)
- Siedmiu samurajów (1954) jako chłopka
- Żyję w strachu (1955) jako członek rodziny robotniczej
- Serce kobiety (1956)
- Varan the Unbelievable (1958) jako matka Kena
- Herszt (1959)
- Gdy kobieta wchodzi po schodach (1960)
- Straż przyboczna (1961) jako była żona rolnika
- Rudobrody (1965) jako rezydentka
- Ebirah – potwór z głębin (1966) jako spirytystka
- Wielka bitwa na Morzu Japońskim (1969)
- W pułapce czasu (1979) jako stara kobieta
- Sny (1990)
- Sierpniowa rapsodia (1991) jako żałobnik
- Madadayo (1993) jako staruszka trzymająca kota
- Rashomon (Digital Complete Edition) (2008) jako kapłanka